# تله‌پیتزا
تله‌پیتزا (انگلیسی: Telepizza) رستوران اسپانیایی است، که در سال ۱۹۸۷ تأسیس شد. 